# Borderouge
Pour les articles homonymes, voir Borderouge (métro de Toulouse) et Chemin de Borderouge.
Borderouge est un quartier situé au nord de la ville de Toulouse, entre les quartiers des Minimes, de Croix Daurade et des Izards-Trois Cocus. Il se situe en bordure du périphérique toulousain, et constitue un point d'entrée vers Toulouse, notamment grâce au terminus de la ligne B du métro accessible depuis le périphérique. 
Sa surface est de 140 hectares. L'avenue Maurice-Bourgès-Maunoury est l'axe central Nord-Sud de ce quartier qui s'organise autour de la place Sud (place Antonin-Froidure) et de la place Nord (place du Carré de la Maourine).
Le quartier est membre du secteur 3.3 de la ville de Toulouse, partagé avec Croix-Daurade, Paléficat, Grand Selve et Trois Cocus.

## Géographie
Le quartier se situe en bordure nord de Toulouse, entre les quartiers de Grand Selve, Les Izards et Croix Daurade. Au nord du quartier se situe le périphérique de Toulouse, accessible très facilement depuis une sortie construite récemment. Au sud du quartier se situe le quartier Raynal et au-delà la gare Matabiau et le centre-ville de Toulouse.

## Historique
Le quartier était jusqu'aux années 1990 une vaste zone de maraîchage, exploitée par quelques fermes, dont une, la « borde rouge » (bòrda roja en occitan), lui a donné son nom (actuels no 20-24 chemin de Borderouge).
Conçu à la fin des années 1990, sa construction s'est faite en deux tranches à partir de 2004 pour le sud, puis depuis 2012 au nord autour de la station de métro éponyme.

## Démographie
L'INSEE a découpé le quartier en 3 zones IRIS : Borderouge-Nord, Borderouge-Sud-Ouest et Borderouge-Sud-Est.
En 2015, les populations de ces trois zones réunies étaient de 13 244 habitants. Mais le quartier étant très récent, ce chiffre doit être bien supérieur aujourd'hui. Dans le détail, on comptait 7 812 habitants à Borderouge-Nord, 3 358 à Borderouge-Sud-Ouest et 2 074 à Borderouge Sud-Est.

## Transports en commun

### Métro
Depuis juin 2007, le quartier est desservi par la station Borderouge du métro de Toulouse, terminus nord de la ligne B. 

### Bus et autocars
Cette station comprend une gare pour les lignes 19, 26, 33, 36, 40, 41, 42, 73 et 114 du réseau Tisséo, vers le reste de la ville de Toulouse mais aussi le nord de l'agglomération. Le réseau Arc-en-Ciel, réseau interurbain desservant le département de la Haute-Garonne, compte aussi des arrêts dans cette gare pour les lignes express Hop!301 et Hop!3022, ainsi que pour les lignes 351, 354, 355 et 529. 

## La vie à Borderouge
Des habitants de Borderouge se rencontrent habituellement sur le marché de plein vent le samedi matin sur la place du Carré de la Maourine (autour du stand de thé/café) ou des animations sont régulièrement organisées par les associations de quartier comme Animabord et Borderouge en transition.

## Bâtiments et installations
Borderouge comporte :
- 6 espaces petite enfance, 5 groupes scolaires maternelles et primaires, école Pigier après BAC
- Des équipements sportifs : stade Fernand Sastre, City Stade Maunoury, Skate Park Ernest Renan, Boulodrome, parcours santé...
- Un centre commercial, Les Maourines, constitué de :
  - un centre commercial place nord, comprenant un Carrefour Market de 3 500 m2 avec guichet postal. Un Lidl.
  - un centre commercial au sud, comprenant un discounter (Aldi) et un supermarché (Auchan)
  - commerces en pied d'immeubles
  - 6 restaurants[7]
- Une grande place (Carré de la Maourine) où se tient chaque samedi matin un marché de plein vent.
- Sur le plan culturel :
  - le théâtre de la violette,
  - le BBB centre d'Art,
  - le Metronum (salle des musiques actuelles)[8].
  - un cinéma de 3 salles,  résultat d'une association entre Utopia[9] et le Régent
- Une Mairie Annexe avec salle "Bien-Être et Danse"
- L'église Saint-Sauveur (consacrée en 2024)[10]

## Bureaux et Activités
Le quartier contient 16 000 m2 de bureaux et activités présentes ou à créer (principalement entre le terminus du métro ligne B et le périphérique).

## Logements
Ce quartier se veut HQE (haute qualité environnementale).

## Espaces verts

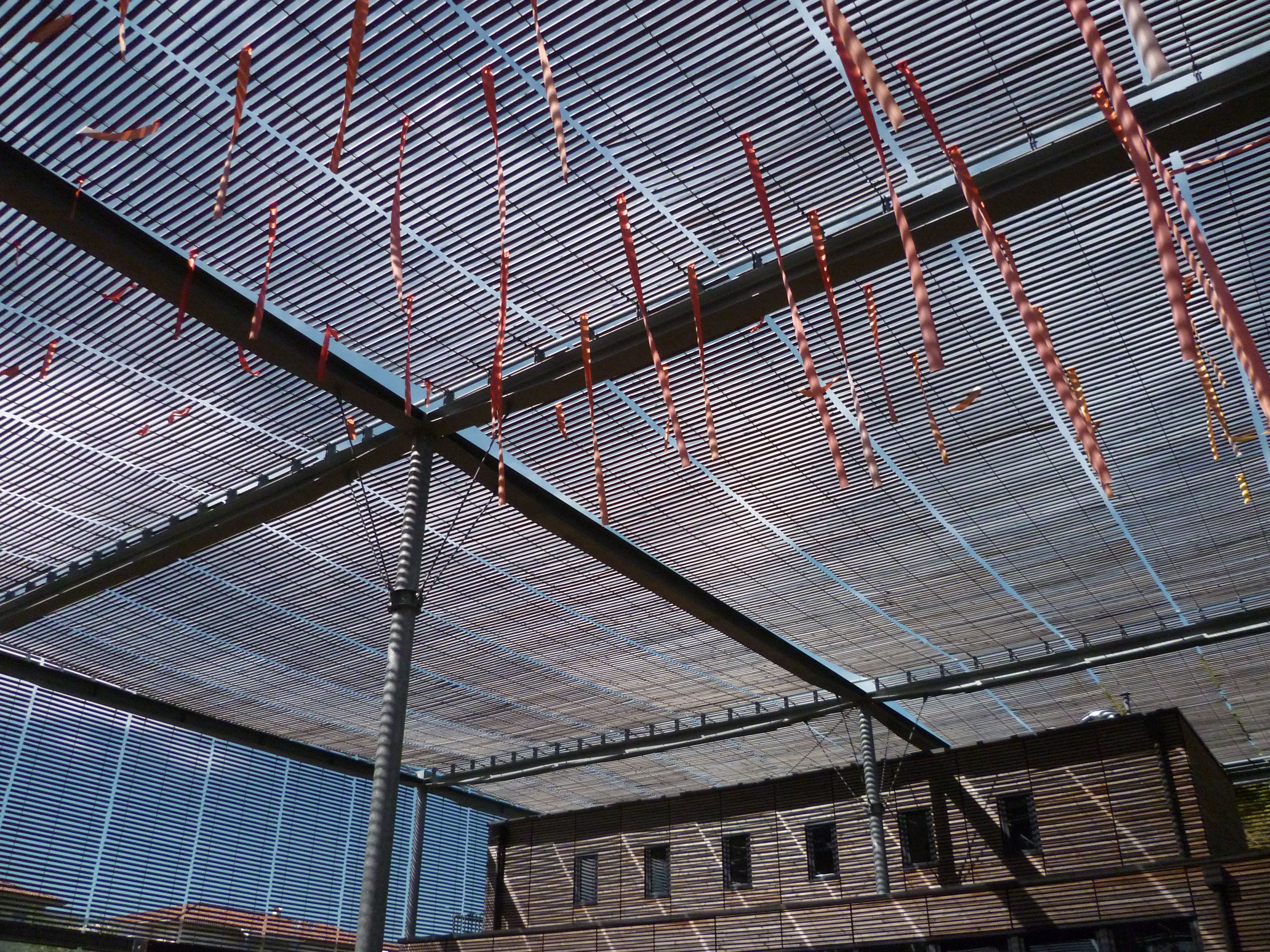
Les Jardins du Muséum au parc de la Maourine.

Le parc la Maourine (17 hectares de verdure en pleine ville) est le départ et l'arrivée de sentiers fleuris et arborés qui innervent le quartier en formant tout un réseau vert. Il contient aussi les jardins du Muséum.

## Galerie photos

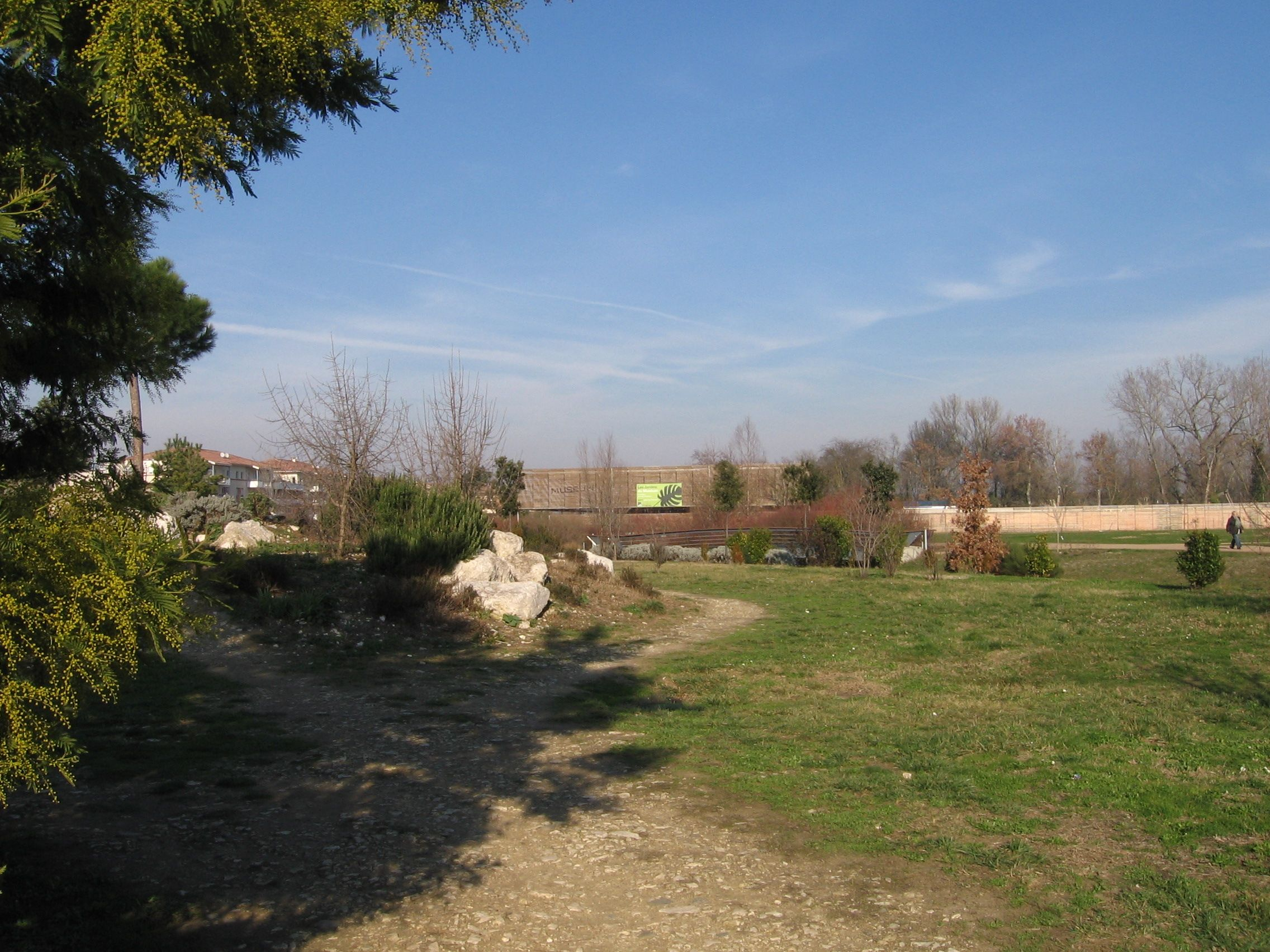
Parc de la Maourine avec en fond les jardins du Museum.
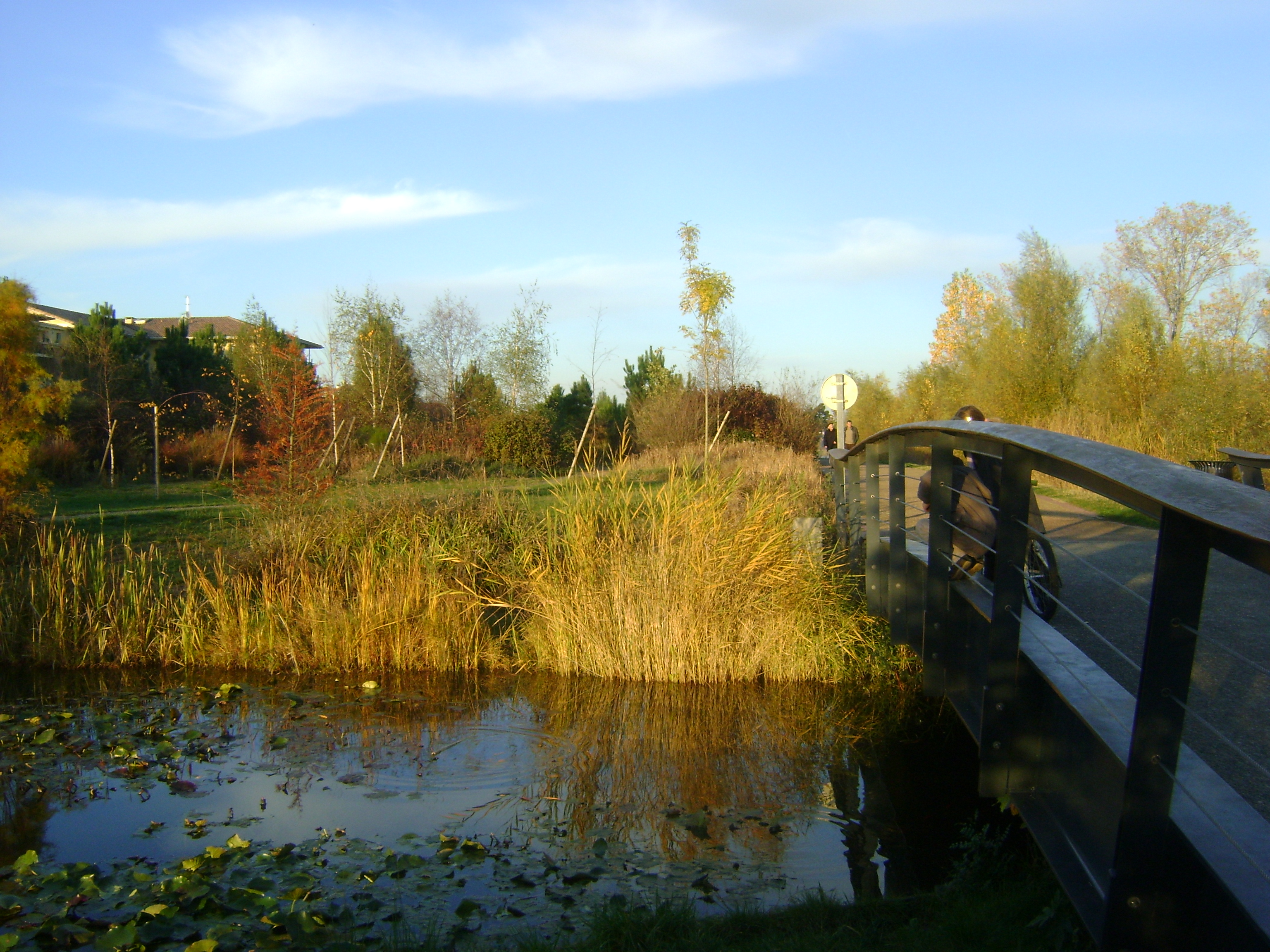
Parc de la Maourine.